# Władysław Wiro-Kiro

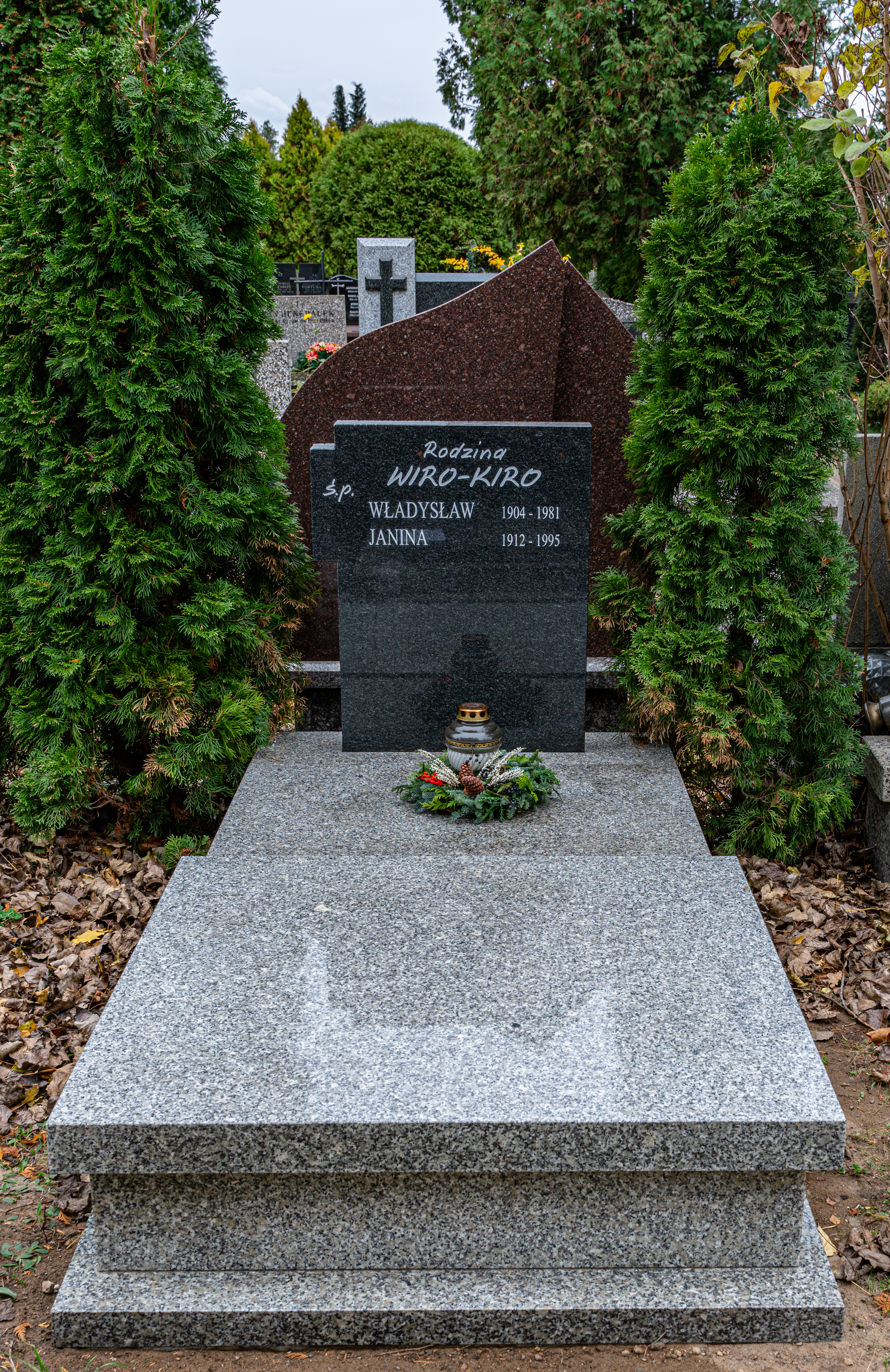
Grób Władysława Wiro-Kiro na cmentarzu Komunalnym Północnym w Warszawie

Władysław Wiro-Kiro (ur. 21 marca 1904 w Wilnie, zm. 30 października 1981 w Warszawie) – polski hokeista, piłkarz grający na pozycji bramkarza, reprezentant kraju w hokeju na lodzie, trener hokejowy, sędzia piłkarski, działacz sportowy, nauczyciel, uczestnik kampanii wrześniowej.

## Życiorys
Władysław Wiro-Kiro zarówno jako hokeista i piłkarz występował w klubie AZS Wilno, m.in. podczas turnieju finałowego Mistrzostw Polski 1928/1929 (przemianowany później na Ognisko Wilno) na pozycji bramkarza. Jednak większe sukcesy odnosił w hokeju na lodzie, gdzie był członkiem reprezentacji Polski (4A), która podczas mistrzostw Europy 1929 w Budapeszcie zdobyła srebrny medal.
Po zakończeniu kariery sportowej rozpoczął karierę trenera hokejowego. W 1931 roku wraz z Kanadyjczykiem Haroldem Farlowem prowadził reprezentację Polski podczas mistrzostw świata 1931 w Krynicy-Zdroju, na reprezentacja Polski, których zajęła 4. miejsce, a w klasyfikacji mistrzostw Europy zdobyła srebrny medal, a potem był kierownikiem szkolenia PZHL.
W tym samym roku został absolwentem Uniwersytetu Poznańskiego na kierunku wychowania fizycznego. W latach 1929–1934 był nauczycielem w Gimnazjum w Trzemesznie, a w latach 1933-1939 w Państwowej Szkole Technicznej w Wilnie.
Był również sędzią piłkarskim i prowadził mecze ekstraklasy.
W międzyczasie odbywał również służbę wojskową w Batalionie Podchorążych Rezerwy Piechoty. Dnia 1 stycznia 1932 roku po odbyciu ćwiczeń wojskowych został awansowany do stopnia podporucznika rezerwy piechoty z przydziałem mobilizacyjnym do 5 pułku piechoty Legionów w Wilnie, a po kolejnych ćwiczeniach dnia 1 stycznia 1938 roku awansowany do stopnia porucznika rezerwy piechoty. W sierpniu 1939 roku został zmobilizowany do Wojska Polskiego, a miesiąc później bierze udział w kampanii wrześniowej na stanowisku adiutanta II batalionu 5 pułku piechoty Legionów w składzie 1 Dywizji Piechoty Legionów, gdzie walczył z III Rzeszą nad Narwią i Bugiem, potem pod Wyszkowem i na Lubelszczyźnie podczas bitwy pod Węgrowem. Podczas walk dostał się do niewoli niemieckiej, a potem przebywał głównie od 1940 roku w oflagu II C w Woldenbergu, gdzie działał w jenieckiej konspiracji wojskowej oraz prowadził zajęcia gimnastyczne dla jeńców. Po uwolnieniu z niewoli w 1945 roku powrócił do Polski.
Po zakończeniu II wojny światowej wydawał publikacje o tematyce sportowej oraz dwukrotnie prowadził hokejową reprezentację Polski: w latach 1955-1956 wraz z Mieczysławem Palusem podczas igrzysk olimpijskich 1956 w Cortina d’Ampezzo oraz w latach 1957-1958 wraz z Andrzejem Wołkowskim podczas mistrzostw świata 1958 w Oslo i na każdym z tych turniejów reprezentacja Polski kończyła swoje zmagania na 8. miejscu.
Władysław Wiro-Kiro zmarł dnia 30 października 1981 roku w Warszawie w wieku 77 lat. Został pochowany na Cmentarzu Komunalnym Północnym w Warszawie.

## Sukcesy

### Zawodnicze
Reprezentacyjne
- Wicemistrzostwo Europy: 1929

### Szkoleniowe
Reprezentacyjne
- Wicemistrzostwo Europy: 1931
- 4. miejsce mistrzostw świata: 1931

## Publikacje
- Wychowanie Fizyczne: miesięcznik poświęcony higienie szkolnej i wychowawczej oraz kształceniu cielesnemu w domu, szkole, armii i stowarzyszeniach: organ Międzyuczelniany Studiów Wychowania Fizycznego [...] 1936.01/02 R.17 Z.1/2, Warszawa, 1936.
- Zapasy i samoobrona dla hufców Powszechnej Organizacji „Służba Polsce”, Warszawa, Wydawnictwo Głównego Komitetu Kultury Fizycznej : Wydawnictwo „Prasa Wojskowa”, 1948.
- Tor przeszkód, Warszawa, Wydawnictwo Głównego Komitetu Kultury Fizycznej : Wydawnictwo „Prasa Wojskowa”, 1951.

## Odznaczenia
- Medal 10-lecia Polski Ludowej (1955)[9]